# Репнин-Оболенский, Юрий Петрович
Князь Юрий Петрович Репнин-Оболенский — воевода во времена правления Ивана IV Васильевича Грозного.
Сын боярина и воеводы князя Петра Ивановича Репнина.

## Биография
Сын боярский, на свадьбе царя Ивана Грозного находился «у постели» вместе с братом Михаилом Петровичем (3 февраля 1547). На свадьбе Юрия Васильевича с княжной Ульяной Дмитриевной Палецкой исполнял ту же обязанность (3 ноября 1547). Сын боярский 3-й статьи, пожалован в московское дворянство (1550). В Ливонском походе первый воевода правой руки с царём Шиг-Алеем (1577). В Полоцком походе с казанскими, свияжскими и чебоксарскими служилыми людьми, воевода Передового полка, потом второй воевода Большого полка (1562—1563). При осаде Полоцка отряжен идти навстречу войскам гетмана Радзивилла (1563). Бездетен.